# Choral-Synagoge (Berdytschiw)

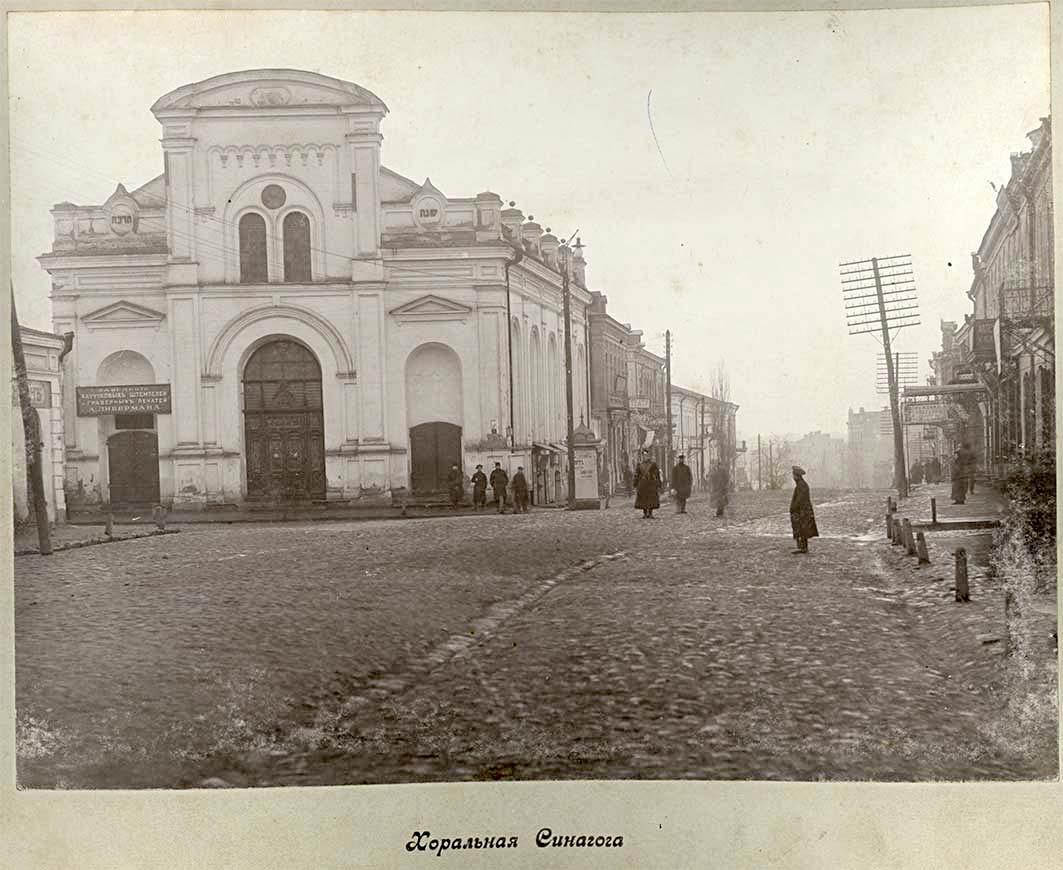
Ansichtskarte aus dem Jahr 1913

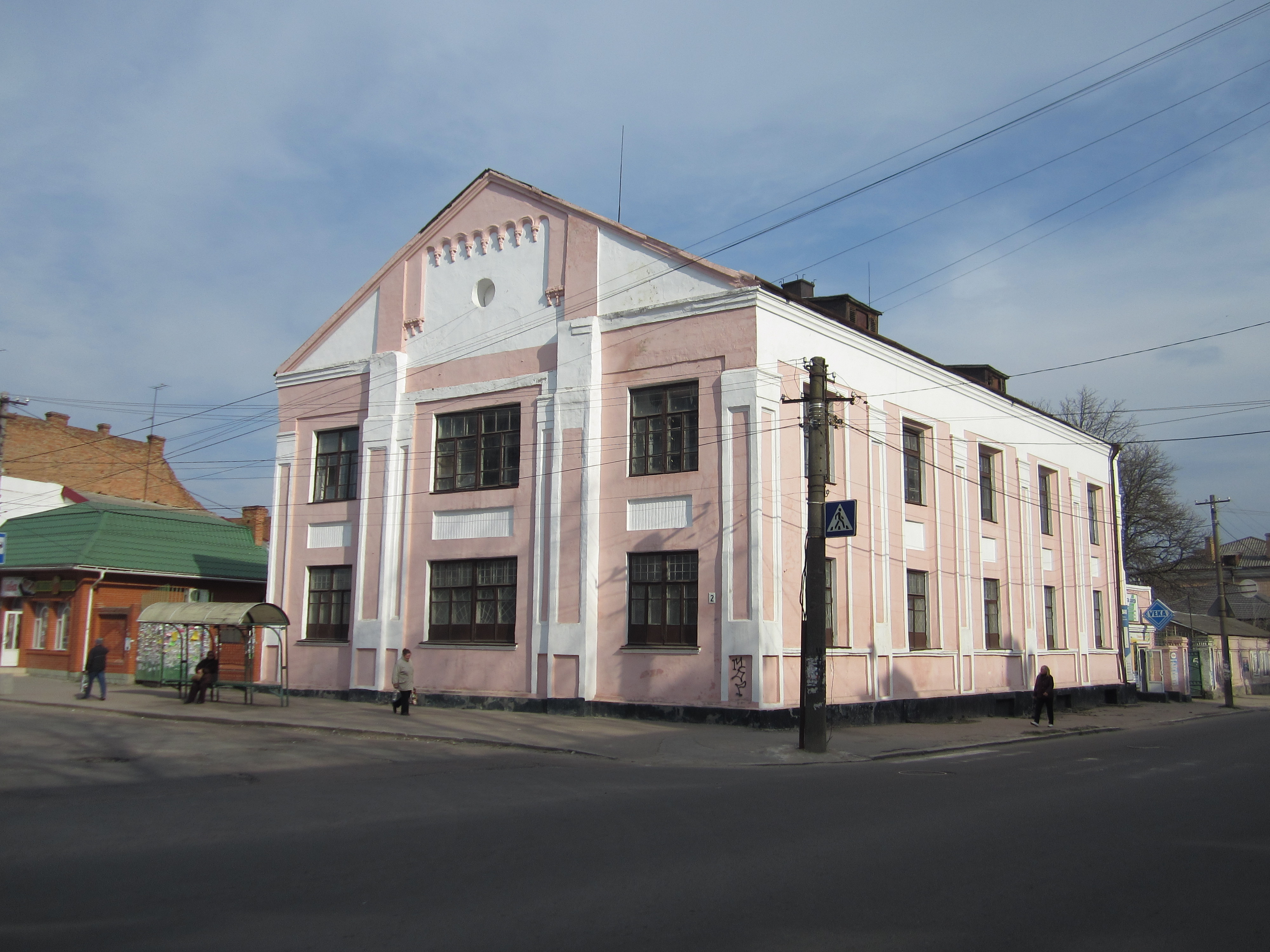
Choral-Synagoge in Berdytschiw (2019)

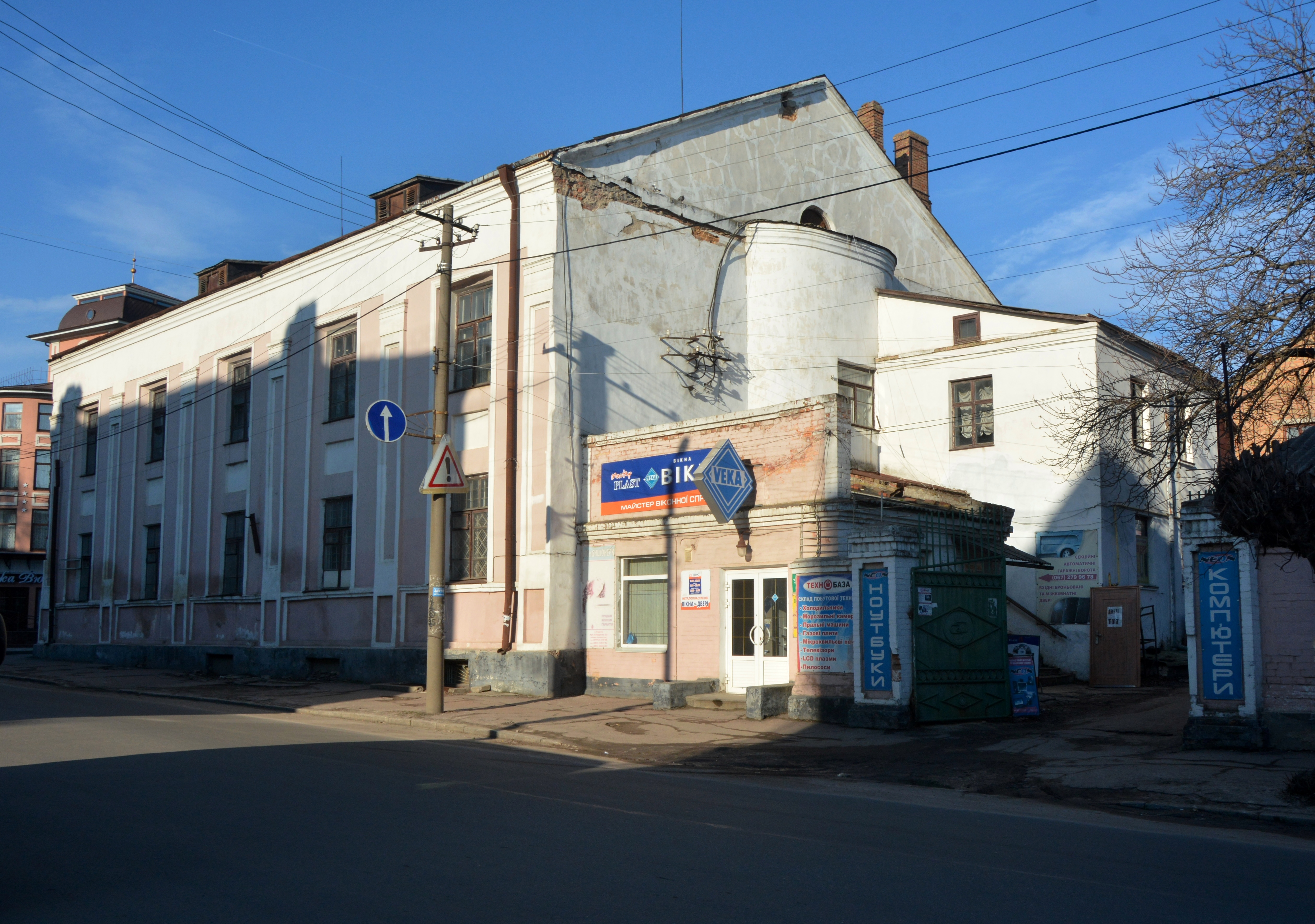
Rückansicht (2016)

Die Choral-Synagoge in Berdytschiw, einer ukrainischen Stadt in der Oblast Schytomyr, wurde 1860 errichtet. Die profanierte Synagoge steht in der Winnyzka-Straße. Sie ist ein geschütztes Kulturdenkmal.
Unter Hinweis auf die schrumpfende Anzahl der Gemeindemitglieder zogen die sowjetischen Behörden die Synagoge Anfang der 1960er-Jahre an sich und brachten eine Handschuh-Fabrik darin unter. Später geriet das Gebäude in Privatbesitz und stand leer.
In Berdytschiw war vor 1941 der Anteil der jüdischen Bevölkerung sehr hoch. Der überwiegende Teil der jüdischen Bevölkerung, etwas mehr als 30.000 Personen, wurde von den deutschen Besatzern während des Holocausts ermordet.